# Wietrzne Radio
Wietrzne Radio (WiR) – polonijna rozgłośnia radiowa w Chicago w Stanach Zjednoczonych.
Stacja radiowa słyszalna jest w pięciu stanach USA: Illinois, Wisconsin, Indiana, Michigan oraz Iowa. Dzięki szerokiemu zasięgowi przestrzennemu, audycje trafiają do ponad 70% Polaków mieszkających w Chicago i na dalekich przedmieściach miasta. Audycje nadawane są od poniedziałku do piątku w godzinach od 5:00 do 12:00 oraz od 14:00 do 19:00.
Od początku istnienia stacja miała nadawać program lokalny kierowany do Polonii mieszkającej na terenie Stanów Zjednoczonych. Oprócz tradycyjnych audycji informacyjnych, Wietrzne Radio posiada w swojej ramówce takie programy jak Kartka z kalendarza, Z kulturą na weekend, Pieprzyk polonijny czy cieszącą się sporą popularnością listę przebojów Top 15.